# Finagles Gesetz
Finagles Gesetz (vollständig Finagle’s Law of Dynamic Negatives) ist eine Lebensweisheit, die eine Aussage über Fehlerquellen in komplexen Systemen macht:

“Anything that can go wrong, will—at the worst possible moment.”

„Alles, was schief gehen kann, wird schief gehen – und das im ungünstigsten Moment.“

Es wurde von John W. Campbell jr. eingeführt, der es in seinen Editorials als Herausgeber der Astounding Science Fiction über Jahrzehnte immer wieder variierte. Larry Niven nutzte Finagles Gesetz als Running Gag in zahlreichen Romanen über die Belter, eine Gemeinschaft von Bergarbeitern im Asteroidengürtel.
Häufig wird Finagles Gesetz auch als Abwandlung von Murphys Gesetz gesehen: „Wenn etwas schiefgehen kann, dann wird es auch schiefgehen – und das zum schlimmstmöglichen Zeitpunkt.“ Und Finagles Gesetz nach dem Geschmack von Hegel, zitiert nach Friedrich Theodor Vischer, lautete etwa „die Tücke des Objekts“.

## Wirtschaft
Die Wirtschaftsvariante des Gesetzes wird als Finagles Informationsgesetz bezeichnet:
1. Die Information, die du hast, ist nicht die Information, die du willst.
2. Die Information, die du willst, ist nicht die Information, die du brauchst.
3. Die Information, die du brauchst, ist für dich nicht erreichbar.
4. Die Information, die du bekommen kannst, kostet mehr, als du zu zahlen bereit bist.

## Experimente
Für Experimente gilt folgendes Gesetz:
1. Wenn ein Experiment funktioniert, ist irgendetwas nicht in Ordnung.
2. Unabhängig vom Resultat eines Experimentes wird es immer jemanden geben, der es
  1. falsch interpretiert,
  2. trickreich frisiert oder
  3. glaubt, dass es seiner Lieblingstheorie entspricht.
3. In einer beliebigen Datensammlung ist der Fehler dort, wo die Daten ganz offensichtlich richtig sind und deshalb nicht überprüft werden müssen.
  1. Jemand, den man um Hilfe bittet, wird den Fehler auch nicht sehen.
  2. Jemand, der zufällig einen Blick darauf wirft, sieht den Fehler sofort.

Das Wort to finagle kommt aus dem Englischen und bedeutet „mogeln“ oder „schummeln“.